# Андро, Жан
Жан Андро (Jean Andreau; род. 1939) — французский историк, специалист в области доиндустриальных экономик и в особенности древнего Рима, профессор, член Европейской академии (1988).
Его называют одним из самых выдающихся историков в области античной экономики, в частности он известен как ведущий мировой авторитет в области римского банковского дела и финансов.
В 2014 году удостоился фестшрифта.

### Работы
- Banking and Business in the Roman World (Cambridge, Cambridge University Press, 1999, ISBN 978-0-521-38932-7)  {Рец., Richard Saller}
- L'économiedu monde romain, París, Ellipses, 2010.
  - The Economy of the Roman World (Michigan Classical Press, 2015, 171 p.) {Рец.}
- The Slave in Greece and Rome (University of Wisconsin Press, 2011; в соавт. с Raymond Descat)
- Économie de la Rome antique. Histoire et historiographie. Recueil d’articles de Jean Andreau (2021)